# Liste der Ständeräte des Kantons Freiburg
Diese Liste zeigt alle Mitglieder des Ständerates aus dem Kanton Freiburg seit der Gründung des Bundesstaates im Jahr 1848 bis heute.

## Parteiabkürzungen
- CVP: Christlichdemokratische Volkspartei
- FDP: Freisinnig-Demokratische Partei, seit 2009 FDP.Die Liberalen
- KCV: Konservativ-Christlichsoziale Volkspartei
- KVP: Schweizerische Konservative Volkspartei
- Mitte: Die Mitte
- SP: Sozialdemokratische Partei der Schweiz

## Ständeräte
| Name                             | Partei/Fraktion         | Amtszeit            | Geboren | Gestorben |
| -------------------------------- | ----------------------- | ------------------- | ------- | --------- |
| Pierre Aeby                      | SP                      | 1995–1999           | 1950    |           |
| Jean Nicolas Elisabeth Berchtold | Freisinnige             | 1853–1854           | 1789    | 1860      |
| Alain Berset                     | SP                      | 2003–2011           | 1972    |           |
| François-Xavier Bondallaz        | Katholisch-Konservative | 1866–1870           | 1801    | 1870      |
| Jean Bourgknecht                 | KVP/KCV                 | 1956–1959           | 1902    | 1964      |
| Jean-François de Bourgknecht     | CVP                     | 1972–1979           | 1934    | 2023      |
| Aloys Bossy                      | Katholisch-Konservative | 1884–1898           | 1844    | 1913      |
| Louis Cardinaux                  | KVP                     | 1898–1914           | 1859    | 1914      |
| André Castella                   | Freisinnige             | 1848–1850           | 1805    | 1873      |
| Isabelle Chassot                 | Mitte                   | 2021–               | 1965    |           |
| Karl-Friedrich Chatoney          | Freisinnige             | 1851–1853           | 1798    | 1859      |
| Pierre Comte                     | Freisinnige             | 1851–1854           | 1802    | 1868      |
| Jean-Claude Cornu                | FDP                     | 1999–2003           | 1956    |           |
| Anton Cottier                    | CVP                     | 1987–2003           | 1943    | 2006      |
| Pierre Dreyer                    | CVP                     | 1972–1987           | 1924    | 2005      |
| Pierre-Théodule Fracheboud       | Katholisch-Konservative | 1857–1863           | 1809    | 1879      |
| Johanna Gapany                   | FDP                     | 2019–               | 1988    |           |
| Frédéric Gendre                  | Katholisch-Konservative | 1860–1868           | 1819    | 1900      |
| Nicolas Glasson                  | Freisinnige             | 1854–1857           | 1817    | 1864      |
| Joseph Jaquet                    | Katholisch-Konservative | 1868–1872           | 1822    | 1900      |
| Christian Levrat                 | SP                      | 2012–2021           | 1970    |           |
| François-Xavier Menoud           | Katholisch-Konservative | 1872–1883           | 1821    | 1904      |
| Georges de Montenach             | KVP                     | 1915–1925           | 1862    | 1925      |
| Jean-Joseph Page                 | Freisinnige             | 1848–1851           | 1791    | 1863      |
| Joseph Piller                    | KVP                     | 1935–1947 1950–1954 | 1890    | 1954      |
| Otto Piller                      | SP                      | 1979–1995           | 1942    |           |
| Georges Python                   | KVP                     | 1896–1920           | 1856    | 1927      |
| Maxime Quartenoud                | KVP                     | 1947–1956           | 1897    | 1956      |
| Alphonse Roggo                   | KCV                     | 1960–1968           | 1898    | 1980      |
| Gustave Roulin                   | KCV/KVP                 | 1968–1972           | 1904    | 1973      |
| Emile Savoy                      | KVP                     | 1920–1935           | 1877    | 1935      |
| Henri Gaspard de Schaller        | Katholisch-Konservative | 1870–1896           | 1828    | 1900      |
| Julien de Schaller               | Freisinnige             | 1850–1851 1854–1858 | 1807    | 1871      |
| Urs Schwaller                    | CVP                     | 2003–2015           | 1952    |           |
| Alphonse Théraulaz               | Katholisch-Konservative | 1883–1884           | 1840    | 1921      |
| Paul Torche                      | CVP                     | 1954–1972           | 1912    | 1990      |
| Beat Vonlanthen                  | CVP                     | 2015–2019           | 1957    |           |
| Bernard Weck                     | KVP                     | 1925–1937           | 1890    | 1950      |
| Ernest de Weck                   | KVP                     | 1914–1915           | 1860    | 1919      |
| Louis de Weck-Reynold            | Katholisch-Konservative | 1863–1866           | 1823    | 1880      |
| Romain Werro                     | Freisinnige             | 1858–1860           | 1796    | 1876      |

## Quelle
- Datenbank aller Ratsmitglieder